# Rasa Juknevičienė
Rasa Juknevičienė, primo voto Rastauskienė (ur. 26 stycznia 1958 w miejscowości Tiltagaliai w rejonie poniewieskim) – litewska polityk i lekarka, posłanka na Sejm, od 2008 do 2012 minister obrony, deputowana do Parlamentu Europejskiego IX i X kadencji.

## Życiorys
W 1976 ukończyła szkołę średnią w Poniewieżu, a w 1983 studia w Kowieńskim Instytucie Medycznym. Od 1984 pracowała jako pediatra w centralnym szpitalu w miejscowości Poswol.
W 1988 zaangażowała się w działalność polityczną w ramach Sąjūdisu, rok później stanęła na czele regionalnej rady tej organizacji. Sprawowała mandat poselski w Radzie Najwyższej kadencji 1990–1992, będąc jednym z sygnatariuszy aktu niepodległości z 11 marca 1990.
W 1992 znalazła się poza parlamentem, pracowała jako rzecznik sejmowej opozycji. W 1993 była wśród założycieli Związku Ojczyzny, od 1999 pełni funkcję wiceprzewodniczącej tego ugrupowania.
W 1996 zasiadła w Sejmie, skutecznie ubiegała się o reelekcję w 2000 i 2004. Również w wyborach parlamentarnych w 2008 została posłanką, wygrywając w okręgu jednomandatowym. W latach 1999–2000 pełniła funkcję wiceprzewodniczącej Sejmu, przewodniczącej delegacji Sejmu do Zgromadzenia Parlamentarnego NATO oraz przewodniczącej Komisji ds. NATO. Od 2004 ponownie pełniła kierownicze funkcje w delegacji do Zgromadzenia Parlamentarnego NATO, będąc wiceprzewodniczącą i przewodniczącą (od 2006).
W koalicyjnym rządzie Andriusa Kubiliusa objęła urząd ministra obrony, będąc pierwszą kobietą na tym stanowisku. W 2012 po raz kolejny została wybrana do Sejmu. W grudniu tego samego roku zakończyła urzędowanie na stanowisku rządowym. W wyborach w 2016 utrzymała mandat poselski na kolejną kadencję.
W 2019 została natomiast wybrana na eurodeputowaną IX kadencji. W 2024 z powodzeniem ubiegała się o reelekcję.
Żona Zenonasa Juknevičiusa.